# Masdevallia papillosa
Masdevallia papillosa är en orkidéart som beskrevs av Carlyle August Luer. Masdevallia papillosa ingår i släktet Masdevallia och familjen orkidéer. Inga underarter finns listade i Catalogue of Life.